# Madame Du Barry (película de 1917)
Madame Du Barry o Du Barry es una película muda estadounidense de época de 1917 dirigida por J. Gordon Edwards y protagonizada por Theda Bara. La película se basa en la novela francesa Memoirs d'un médecin de Alejandro Dumas.

## Argumento
Madame Jeanne Du Barry (Bara) se convierte en la favorita del reinante Luis XV (Clary) y disfruta de esta distinción hasta la muerte repentina del rey. El lujoso modo de vida del rey y Jeanne Du Barry despierta la ira de la clase campesina, y después de la muerte del rey estalla la revolución. Jeanne padece a través de los violentos eventos y paga el precio definitivo en la guillotina.

## Reparto
- Theda Bara como Madame Du Barry
- Charles Clary como Luis XV
- Fred Iglesia como Cossé-Brissac
- Herschel Mayall como Jean DuBarry
- Genevieve Blinn como duquesa de Gaumont
- Willard Louis como Guillaume DuBarry
- Hector Sarno como Lebel
- Dorothy Drake como Henriette
- Rosita Marstini como Madre Savord
- Joe King

## Recepción
Como todos los films de su época, Madame Du Barry estaba sujeta a posibles recortes por parte de juntas de censura municipales y estatales. La junta de  Chicago exigió un corte eliminando el plano de Madame Du Barry tendida en la guillotina y el subsiguiente primer plano de la hoja a punto de caer.

## Preservación
Esta película es considerada una cinta perdida. La mayoría de las películas de Theda Bara fueron destruidas en el incendio de la bóveda de Fox de 1937.